# بينوا ماندلبروت
بنوا ماندلبروت (بالفرنسية: Benoît B. Mandelbrot)‏ ( 20 نوفمبر 1924 - 14 أكتوبر 2010) رياضياتي فرنسي - أمريكي. عمل بالعديد من الحقول الرياضياتية مثل الفيزياء الرياضية و الرياضيات المالية، ولكن أكثر ما يعرف به هو انه مؤسس علم الهندسة الكسيرية حيث ابتكر مجموعة ماندلبرو.

## من أقواله
- في مقدمة كتابة (The Fractal Geometry of Nature), قال: «كثيرا ما توصف الهندسة بأنها باردة وجافة؟ السبب يمكن أن يكون عدم القدرة على وصف شكل سحابة، والجبل، والخط الساحلي أو الشجرة. الغيوم ليست كرات ، الجبال ليست مخاريط، والسواحل ليست دوائر والبرق لا يسري على خط مستقيم».

ماندلبروت

## وصلات خارجية
- بينوا ماندلبروت على موقع IMDb (الإنجليزية)
- بينوا ماندلبروت على موقع الموسوعة البريطانية (الإنجليزية)
- بينوا ماندلبروت على موقع إن إن دي بي (الإنجليزية)